# Anna Forés Miravalles
Anna Forés Miravalles (Barcelona, febrero de 1966) es una pedagoga y escritora española.

## Formación
Licenciada y doctorada en Filosofía y Ciencias de la Educación por la Universidad de Barcelona (UB).
En el año 1996 presenta su tesis doctoral Joan Bardina i Castarà: Educador Catalán y sus proyecciones pedagógicas en Chile, guiada y acompañada en su desarrollo por el Dr. Buenaventura Delgado Criado. De esta tesis se han escrito y se han referenciado otros trabajos.

Es profesora de la facultad de educación de la UB, ha sido vicedecana en temas del doctorado en la facultad de pedagogía. Y responsable de la universidad de la experiencia en la facultad de pedagogía de la UB.
Apasionada por la educación y con la creencia firme del potencial de las personas sus áreas de trabajo, investigación son: la educación, la didáctica y la innovación en diferentes entornos de aprendizaje.

## Didáctica en la educación social
Desde 1992 imparte las asignaturas relacionadas con la didáctica en la educación social, de aquí tres libros y otros artículos:
- Teatro de la Mente y las metáforas educativas: la didáctica en educación social. Coautora con Montserrat Vallvé i Viladons. Ñaque. Ciudad Real: 2002
- Quan la didàctica porta el nom d'educació social. Coautora con Montserrat Vallvé i Viladons. Claret, SAU. Barcelona: 2005
- La educación social. Una mirada didáctica. Relación, comunicación y secuencias educativas. Coautora com Artur Parcerisa y Núria Giné. Graó. Barcelona: 2010

La preocupación por la educación social no solo de Cataluña sino del resto del mundo está presente en su investigación y docencia, fruto de su estancia en República Dominicana escribe conjuntamente con la educadora y amiga Sònia Roig: 20 excusas para seguir conversando sobre educación social relacionada con niños y niñas, adolescentes y jóvenes. República Dominicana:2011

## Resiliencia
Desde su constante interés por estimular el potencial de cada persona, escribe y publica en el año 2007 juntamente con Jordi Grané La Resiliencia. Crecer desde la adversidad. Donde la define como la capacidad de un grupo o de una persona de afrontar, sobreponerse a sus adversidades y salir reforzado o transformado.
La resiliencia es una metáfora generativa que construye futuros posibles sobre la esperanza humana y el logro de la felicidad frente a los sufrimientos, los traumas y el dolor vivido.
Tim Guénard es uno de los testigos más impactantes del proceso resiliente, una evidencia de un guion de vida que ha dado un giro de 180 grados, fruto de le estancia con los estudiantes de la UB en la casa de TIM surge este libro como inspiración de posibilidades: Tim Guenard. Un testimonio de vida. Un inspirador de posibilidades.
El tema es tan interesante que los mismos medios de comunicación se hacen eco:

Presidenta de AIRE Asociación de Investigación para la resiliencia
En el año 2012 publica una nueva obra sobre esta temática de nuevo juntamente con Jordi Grané: La resiliencia en entornos socioeducativos
En el año 2008 escribe y publica junto con Eva Bach La asertividad. Para gente extraordinaria de donde extraemos: "¿Cómo circulas por la vida? ¿Con asertividad o como un elefante en una cacharrería?
Asertividad rima con felicidad y no es una mera coincidencia. La asertividad es un poderoso recurso para unas relaciones más positivas y armoniosas con los otros y de ahí el gran interés que despierta. Nos permite expresar lo que sentimos, lo que pensamos y lo que necesitamos sin agredir ni ser agredidos. Es un concepto que implica, entre otros muchos aspectos, la capacidad de comunicar eficazmente y con empatía."

## Neurodidáctica
En el año 2009, siguiendo con su interés per las potencialidades de las personas, junto con Marta Ligioiz publica Descubrir la neurodidáctica: aprender desde, en y para la vida. Un nuevo enfoque sobre los procesos de aprendizaje: "Comprender cómo funciona el cerebro y saber cómo mejorar el proceso de aprendizaje siempre ha sido nuestro objetivo. La neurodidáctica nos enseña a entender qué, cómo y por qué aprendemos de la manera que lo hacemos."
Neurodidàctica: aprendre amb tot el nostre potencial dins de Perspectiva escolar Año 2009, Número 333. Dedicado a: Cerebro, educación y aprendizaje
Así como el reflejo de este trabajo queda recogido por la misma TV: tres14, un monogràfic sobre l’aprenentatge. o 
Neuromitos en Educación 2015
Impulsó la creación de la modalidad abierta de formación en los estudios de educación social y trabajo social de la Fundación Pere Tarrés, y de este trabajo y la investigación son fruto estos libros y artículos:
- La didáctica universitaria en entornos virtuales de enseñanza y aprendizaje.
- E-mociones: comunicar y educar a través de la red. Coautora con Eva Bach Cobacho.CEAC.Barcelona: 2007 Conferencia en Webinar: sin emoción no hay educación[15]

En el año 2012, enlazando los entornos virtuales con la educación social, publica juntamente con Óscar Martínez Acció social 2.0: Per crear, compartir i reinventar; y en castellano en Argentina en 2014
El interés por buscar las mejores formas de enseñar y aprender la llevan a participar en proyectos de investigación e innovación docente.
El interés por el proceso de enseñanza aprendizaje y como miembro del grupo INDAGAT hace posibles publicaciones como:
- Aprender desde la indagación en la Universidad [19]
- Propuestas metodológicas para la educación superior[20]

## Obras
- La Resiliencia, crecer desde la adversidad. Coautora con Jordi Grané. Plataforma Editorial. Barcelona: 2008
- La asertividad, para gente extraordinaria. Coautora con Eva Bach Cobacho. Plataforma Editorial. Barcelona: 2008
- Descubrir la neurodidáctica: aprender desde, en y para la vida. Coautora con Marta Ligioiz. UOC. Barcelona: 2009
- 20 excusas para seguir conversando sobre educación social relacionada con nin@s, adolescentes y jóvenes. República Dominicana: 2011
- Tim Guenard. Un testimoni de vida. Un inspirador de possibilitats. Claret. Barcelona: 2011
- La resiliencia en entornos socioeducativos. Coautora con Jordi Grané. Narcea. Barcelona: 2012
- Acció social 2.0: Per crear, compartir i reinventar. Coautora con Óscar Martínez. UOC. Barcelona: 2012